# Phacelia sericea
Phacelia sericea là loài thực vật có hoa trong họ Mồ hôi. Loài này được (Graham) A. Gray miêu tả khoa học đầu tiên năm 1862.